# Мачен
Мачен (кит. упр. 玛沁, пиньинь Mǎqìn, палл. Мацинь, тиб. རྨ་ཆེན་, Вайли: rma chen, тиб. пиньинь: Maqên) — уезд Голог-Тибетского автономного округа провинции Цинхай (КНР).

## История
Уезд был создан в 1957 году из частей уездов Дарлаг и Гаде.

## Административное деление
Уезд Мачен делится на 2 посёлка и 6 волостей.